# Budismo en Israel
El budismo en Israel es una pequeña comunidad de seguidores del budismo, principalmente del budismo tibetano, que existe dentro del Estado de Israel.[cita requerida]
Los grupos de estudio del Dharma se concentran en el área urbana israelí y funcionan como asociaciones privadas. Siendo el budismo una religión poco tradicional en Israel y Medio Oriente en general, sus miembros son casi todos conversos. 
Los budistas israelíes frecuentemente realizan trabajos promoviendo la paz en la región, y puede verse tanto a budistas de origen hebreo como de origen árabe orando juntos.